# Домброва-Ментка
Домброва-Ментка (пол. Dąbrowa Miętka) — село в Польщі, у гміні Злочев Серадзького повіту Лодзинського воєводства.
Населення — 141 особа (2011).
У 1975-1998 роках село належало до Серадзького воєводства.

## Демографія
Демографічна структура станом на 31 березня 2011 року:
|          | Загалом | Допрацездатний вік | Працездатний вік | Постпрацездатний вік |
| -------- | ------- | ------------------ | ---------------- | -------------------- |
| Чоловіки | 71      | 14                 | 46               | 11                   |
| Жінки    | 70      | 16                 | 34               | 20                   |
| Разом    | 141     | 30                 | 80               | 31                   |